# Општина Петрово
Општина Петрово је општина у Републици Српској, БиХ. Сједиште општине је насељено мјесто Петрово. Према подацима Агенције за статистику Босне и Херцеговине на попису становништва 2013. године, у општини је пописано 6.474 лица.

## Географски положај
Површина општине Петрово је 118,24 км² и има 6.474 становника, односно 44,98 ст/км². Општина се налази у сјеверозападном дијелу Републике Српске.
Општина се граничи са градом Добој (Република Српска), те општинама Добој Исток, Грачаница, Маглај и Лукавац у ФБиХ. Подручје или границе општине означене су највишим врховима Озрена Краљица 883 метара, Крстата плоча 893 метара и Остравица 918 метара надморске висина на југозападу, те коритом ријеке Спрече на североистоку и југоистоку селом Кртова које дијелом припада овој општини, а дијелом општини Лукавац у ФБиХ као и на северозападу са градом Добој, границом насељеног места Бољанић. У погледу рељефа 65% територије општине чине брдско-планинско подручје које се благо подиже из равничарског 35% дела територије спречког поља и завршава највишим планинским врховима Озрена.
Кроз општину протиче ријека Спреча.

## Насељена мјеста
Подручје општине Петрово чине насељена мјеста:
Какмуж, Калуђерица (раније Васиљевци и Ступари), Карановац, Кртова (дио), Петрово, Порјечина и Сочковац.
Петрово је једино насељено место градског карактера, а у свих седам насељених места конституисане су мјесне заједнице.
МЗ Какмуж, МЗ Калуђерица, МЗ Карановац, МЗ Кртова, МЗ Петрово, МЗ Порјечина, МЗ Сочковац.

### Насељена мјеста 1991.
У састав општине Петрово у Републици Српској ушла су сљедећа насељена мјеста пријератних општина:
- Грачаница: Петрово, Какмуж, Карановац, Порјечина и Сочковац,
- Лукавац: дијелови насељених мјеста: Кртова, Васиљевци и Ступари.

## Историја општине Петрово

### Формирање општине
Општина Петрово је укинута 1962. године, а поново је основана 12. октобра 1991. одлуком привремене Скупштине општине, што је касније озакоњено у Народној скупштини Републике Српске.
Званично проглашење општине Петрово утврђено је Законом о српским општинама у СР Босни и Херцеговини, СФРЈ приликом формирања Републике Српске 9. јануара 1992. године, који због избијања ратних дејстава није никада објављен у службеном гласнику. Поновно потврђивање општине Петрово обављено је на седници Народне Скупштине Републике Српске 21. јула 1993. године законом који је објављен у „Службеном гласнику Републике Српске“ број 12/93, истим законом се мења дотадашње име насеља „Босанско Петрово Село“ у данашњи назив „Петрово“ и одређује се назив новог насеља Калуђерица на територији општине. Прије тога насеља општине Петрово припадали су општинама Грачаница и Лукавац.

### Грб општине Петрово
Грб општине Петрово установљен је одлуком Скупштине општине Петрово на седници одржаној 20. фебруара 1998. године. Грб општине састоји се од штита који обавија крила двоглавог орла са круном изнад. На штиту су унесени знаци који симболизују природна богатства Општине (рудна и житна поља, термо-минералне воде и шумска богатства) у доњем делу, а у средњем дијелу је означена слика манастира са две српске тробојке на којима је натпис „ПЕТРОВО“ на горњој тробојци, која обавија грб Републике Српске, и натпис „ОЗРЕН ЗЕМЉА НЕМАЊИЋА“ на доњој тробојци.

### Дан и крсна слава општине
Дан и Крсна слава општине је Михољдан, 12. октобар, када је 1991. године званично и на свечан начин извршено проглашење општине Петрово.
Сваке године, о Михољдану, 12. октобра, обележава се Дан општине и Крсна слава Општине када се подсећа на враћање и формирање садашње општине Петрово, и даје помен свим жртвама одбрамбено-отаџбинског рата. Овај дан обележава се и бројним културним и спортским манифестацијама, а са развојем привреде у наредним годинама овај дан обележаваће се и привредним манифестацијама.

## Политичко уређење

### Општинска администрација
Начелник општине представља и заступа општину и врши извршну функцију у Петрову. Избор начелника се врши у складу са изборним Законом Републике Српске и изборним Законом БиХ. Општинску администрацију, поред начелника, чини и скупштина општине. Институционални центар општине Петрово је насеље Петрово, гдје су смјештени сви општински органи.
Начелник општине Петрово је Озрен Петковић испред СНСД, који је на ту функцију ступио након локалних избора у Босни и Херцеговини 2012. године. Састав скупштине општине Петрово је приказан у табели.

## Становништво
Према попису из 1991. године насеља Петрово, Какмуж, Карановац, Порјечина и Сочковац имала су 8.403 становника, од чега 7.899 или 94% Срба, 80 или 0,95% Муслимана, 44 или 0,52% Хрвата и 380 или 4,5% осталих. Становништво општине Петрово до 1992. године највећим делом било је радничко са додатним бављењем пољопривредне делатности. До овог периода највећи број становника био је запослен у индустријски развијеном тузланском базену, а и на подручју садашње општине Петрово у предузећима за искоришћавање и прераду азбеста у Петрову, производњу цигларских производа у Сочковцу, искоришћавање и прераду дрвета у Петрову и Карановцу, коришћење термо-минералних вода и производњу течног угљен-диоксида у Какмужу, производњу грађевинских конструкција и елемената у Петрову, производњу дуване амбалаже од пластике у Какмужу, као и перадарским фармама у Карановцу и Порјечини.

### Последице распада Југославије
Током распада Југославије, у рату у Босни и Херцеговини, погинуло је 226 становника општине Петрово. Спомен пано жртвама рата налази се на улазу у зграду општине. У центру Општине и насељеном месту Какмуж изграђени су и споменици погинулим борцима рата, а у осталим насељеним местима врше се припреме за изградњу тих споменика.
Кроз Петрово и насељена места ове општине током ратних дејстава прошло је преко 30.000 избеглог становништва као места прихвата и збрињавања несрећних људи са ширег подручја Озрена, од којег броја се око хиљаду људи задржало на овом подручју налазећи привремени смештај за повратак и останак, док је остали део налазило своје збрињавање широм Републике Српске.

### Национални састав 2013. (коначни резултатиБХАС)
| Етнички састав према попису из 2013.‍ | Етнички састав према попису из 2013.‍ | Етнички састав према попису из 2013.‍ | Етнички састав према попису из 2013.‍ | Етнички састав према попису из 2013.‍ |
| ------------------------------------ | ------------------------------------ | ------------------------------------ | ------------------------------------ | ------------------------------------ |
|                                      |                                      |                                      |                                      |                                      |
| Срби                                 | Срби                                 |                                      | 6.371                                | 98,41%                               |
| Хрвати                               | Хрвати                               |                                      | 36                                   | 0,55%                                |
| Бошњаци                              | Бошњаци                              |                                      | 7                                    | 0,10%                                |
| Остали                               | Остали                               |                                      | 33                                   | 0,51%                                |
| Неизјашњени                          | Неизјашњени                          |                                      | 27                                   | 0,41%                                |
| укупно: 6.474                        |                                      |                                      |                                      |                                      |

## Култура
У општини Петрово развијен је рад са младима, нарочито организације и удружења грађана које окупљају младе и представљају Општину у широј друштвеној заједници. Посебно је развијена активност фудбалског и џудо клуба „Озрен“, Културно-Умјетничког друштва „Милован Гајић“, Одреда извиђача „Свети Никола“ и Црвеног крста. Такође, као омладинска организација у општини Петрово дјелује и Организација за развој креативне активности младих и други клубови младих.
Становништво општине Петрово посебно развија традицију озренског подручја пјевањем изворних пјесама, познатим озренским играма, озренским ношњама и одржавањем великим народних сабора за Огњену Марину 31. јула у Какмужу и Велику Госпојину 28. августа код манастира на Озрену. Један од најпознатијих обичаја у општини Петрово је позната Озренска ношња коју носе све културне групе које постоје у општини.
Народна библиотека Петрово је јавна и централна библиотека општине Петрово. Библиотека врши стручни надзор и организује рад у библиотекама Основне и Средње школе. Књижни фонд је богат и разноврстан, а чини га око 15.000 јединица библиотечке грађе.

### Манастир Светог Николе
Манастир Озрен настао је крајем 13. вијека и од тада па до данас манастир је центар вјерског живота православних Срба на Озрену а и шире. Манастир је саградио српски краљ Драгутин из лозе Немањића, који је у то вријеме владао подручјем Усоре и Соли (дијелови данашње сјеверне Босне).

## Туризам
У прошлости је на подручју садашње општине Петрово био развијен туризам у прелепим пределима Озрена у чијем је центру, сада насељу Калуђерица, смештен манастир Светог Николе на Озрену из 13. века као и изграђени угоститељско-туристички објекти.

## Привреда
Захваљујући повољном географском положају и великом природном богатству ближег окружења, Петрово је, нарочито у последњих неколико деценија, доживјело интензиван раст и развој. Економска основа стално је унапређивана изградњом нових приврендих и инфраструктурних објеката, повећањем производње и извоза. У равничарском дијелу општине најчешће
се узгајају кукуруз, пшеница, јечам, зоб, раж и др. На брежуљкастим дијеловима развијена је воћарска производња, сточарство, перадарство итд.
Доминантну грану привреде чини дрвопрерада. У последње вријеме све више се отварају фирме за прераду пластике. Упоредо са овим дјелатностима су се развиле и друге привредне дјелатности грађевинарство, саобраћај, трговина, занатство, угоститељство и друге привредне дјелатности. Од привредних ресурса најпознатији је некадашњи рудник азбеста и фабрика течних гасова Техногас Какмуж.
Иако општина Петрово спада у ред изразито неразвијених општина у Републици Српској, њено подручје богато је разним минералним сировинама као што су: азбест, каолин, цигларска глина, термо-минералне и алкалне воде, као и неким племенитим, још увек недовољно истраженим металима.

## Политичко уређење
Представнички орган општине је начелник општине Петрово који руководи радом општинске управе, а од органа општинске управе у складу са законским прописима образовани су одељење за општу управу и одељење за привреду, финансије и друштвене делатности.

## Познате личности
- Цвијетин Тодић
- Миливоје Иванишевић

## Галерија
- Озрен, Прења
- Озрен, Прења
- Озрен, Прења
- Манастир Светог Николе на Озрену, унутрашњост